# Austropeucedanum oreopansil
Austropeucedanum oreopansil är en växtart som är ensam art i det monotypiska släktet Austropeucedanum i familjen flockblommiga växter.
Arten är en bienn som är endemisk i nordvästra Argentina. Den beskrevs först av August Heinrich Rudolf Grisebach som Peucedanum oreopansil, och fick sitt nu gällande namn av Mildred Esther Mathias och Lincoln Constance 1952.